# أحمد بن ناصر القعيمي
أحمد بن ناصر بن سعد القعيمي الأحسائي (من مواليد: 1393 هـ)، من علماء الحنابلة المعاصرين.

## سيرته
ولد سنة 1393 هـ / 1974م بـ الأحساء.
تخرج من كلية الشريعة والدراسات الإسلامية بالأحساء. ودرس الماجستير من المعهد العالي للقضاء بجامعة الإمام محمد بن سعود الإسلامية الدرجة الممتاز. ويتميز القعيمي بحدة الذكاء والجلد على التحقيق، كما له تعاليق وحواشي على بعض كتب المذهب الحنبلي.

## مشايخه
- عبد العزيز آل يحيى.
- سليمان الحصين.
- خالد المغربي.
- خالد المشيقح.
- محمد بن صالح العثيمين.
- حمد بن محمد السنين.

## ثناء العلماء عليه
- قال عنه الشيخ مطلق الجاسر الحنبلي: «أحمد بن ناصر القعيمي -حفظه الله- من المشايخ المتقنين لمذهب الإمام أحمد. وقد نفع الله بكتبه ودروسه فئامًا من الناس فبارك الله في الشيخ ونفع به ووقاه الشرور والفتن. وأوصي طلبة العلم بالاستفادة منه».[6]

## مؤلفاته وكتبه
| - مدارج تفقه الحنبلي. - الحواشي السابغات على أخصر المختصرات. - فيض الجليل على متن الدليل. - إعانة الطالب لنيل الرغائب في فقه العبادات. - شرح مختصر خوقير. - حاشية على مختصر خوقير. - الفوائد والتحريرات لما عند الحنابلة من مقادير وأصطلاحات. - شرح بداية العابد وكفاية الزاهد. - شرح زاد المستقنع. - شرح عمدة الطالب لنيل المآرب. - إرشاد المقتدي: حاشية على الروض الندي بشرح كافي المبتدي. - حاشية على كشف المخدرات. - حاشية على بلوغ القاصد جل المقاصد. - شرح منسك ابن بلبان. - القواعد الفقهیة السعدیة. - جَوانبُ من حَياةِ الشيخ الجليل منصور بن يونس البُهوتيِّ. - الحنابلة والقواعد الفقهية. |